# Hoplichthys haswelli
Hoplichthys haswelli är en fiskart som beskrevs av Mcculloch, 1907. Hoplichthys haswelli ingår i släktet Hoplichthys och familjen Hoplichthyidae. Inga underarter finns listade i Catalogue of Life.